# Isaac Metzenius
Isaac Metzenius , född 1 augusti 1663 i Lillkyrka socken, död 23 januari 1738 i Lillkyrka socken, var en svensk kyrkoherde i Lillkyrka församling och på Runö. 

## Biografi
Isaac Metzenius föddes 1 augusti 1663 i Lillkyrka socken. Han var son till kyrkoherden Sveno Magni Metzenius och Anna Månsdotter. Metzenius studerade i Linköping och blev 5 juni 1684 student vid Uppsala universitet. Han prästvigdes 1688 och blev samma år kyrkoherde på Runö i Lifland. Mezenius blev 1695 kyrkoherde i Lillkyrka församling. Han avled 23 januari 1738 i Lillkyrka socken.

### Familj
Metzenius gifte sig första gången med Wendela Johansdotter Stranneberg (död 1703) från Runö. De fick tillsammans barnen Anna Lisa (död 1719) och Sigrid (död 1715).
Metzenius gifte sig andra gången 24 juni 1706 med Christina Appelbom (1672–1709). Hon var dotter till majoren Johan Appelbom och Brita Crusebjörn. De fick tillsammans barnen Johan och Sven (1709–1709).
Metzenius gifte sig tredje gången 1713 med Anna Rosina Cumprecht (död 1756). De fick tillsammans dottern Ebba Maria (1716–1761).